# Хара Березайти
Хара Березайти («Высокая Хара», «Высокие горы», также Альборди) — мифологический горный хребет на севере, упоминаемый в Авесте.
Согласно авестийскому тексту Бундахишн к Хара Березайти прикреплены звезды. Высочайшей вершиной Хара Березайти считалась гора Хукайрья (Хугар). Вершина горы является, по преданию, центром мироздания. Это благословенное место, не знающее тьмы, болезней и плохой погоды. Над этой горой располагается обитель бога Митры. Души безгрешных попадали в небеса через Мост Чинват. Одним концом мост упирался в эту гору.
Сообщение гимна «Ригведы» о «месте увеселения богов», по-видимому, соответствует традиции о радостной обители богов, помещавшейся на горах Меру и Хара Березайти, в последующей индийской и, независимо от неё, иранской зороастрийской традициях.